# Clupeocotyle brevoortia
Clupeocotyle brevoortia är en plattmaskart. Clupeocotyle brevoortia ingår i släktet Clupeocotyle och familjen Mazocraeidae. Utöver nominatformen finns också underarten C. b. brevoortia.